# Chrysopa himalayana
Chrysopa himalayana is een insect uit de familie van de gaasvliegen (Chrysopidae), die tot de orde netvleugeligen (Neuroptera) behoort. 
Chrysopa himalayana is voor het eerst wetenschappelijk beschreven door Ghosh in 1986.